# آلبانی (میزوری)
البانی، میسوری (به انگلیسی: Albany, Missouri) یک شهر در ایالات متحده آمریکا است که در میزوری واقع شده‌است.

## خصوصیات
البانی ۶٫۳۲ کیلومترمربع مساحت و ۱٬۷۳۰ نفر جمعیت دارد و ۲۷۹ متر بالاتر از سطح دریا واقع شده‌است.